# 田代岩弘道
田代岩 弘道（たしろいわ ひろみち、1936年6月15日 - 没年不明 ）は、北海道札幌市出身で立浪部屋に所属した元大相撲力士。本名は羽賀 弘道（はが ひろみち）。173cm、85kg。最高位は東十両18枚目。得意技は右四つ、寄り。

## 経歴
北海道札幌北高等学校では陸上競技で活躍して3年生で円盤投げや砲丸投げの記録を作り、その評判を聞いた立浪部屋の世話人中ノ島が訪ねて来て勧誘し、北光山と名乗って土地相撲で活躍した父は入門を承諾した。自身は小学校時代から絵画と漫画描きに熱中しており、それを活かせる商業デザイナーを志望していたが、相撲は嫌いではなかったので高校3年生で中途退学して入門した。
1954年9月場所に初土俵。1965年3月場所に十両昇進。しかし5勝10敗と大敗を喫し、翌5月場所に幕下陥落。新十両から1年後の1966年3月場所限りで廃業した。廃業後は電気会社に設計者として27年間勤務し、退職後は漫画家に転向した。

## エピソード
- 読書と漫画描きを趣味としており、漫画描きでは名寄岩、栃錦、大昇、清惠波の引退相撲のポスターの製作を手がける程の腕前で、漫画家の手塚治虫とも親交があった[1]。そうした縁もあり、十両時代に、贈られた「鉄腕アトム」の化粧廻しを締めて土俵に上がったことがある[2]。

## 主な成績
- 通算成績：251勝223敗7休 勝率.530
- 十両成績：5勝10敗 勝率.333
- 現役在位：64場所
- 十両在位：1場所

### 場所別成績
| | 一月場所 初場所（東京） | 三月場所 春場所（大阪） | 五月場所 夏場所（東京） | 七月場所 名古屋場所（愛知） | 九月場所 秋場所（東京） | 十一月場所 九州場所（福岡） |
| --- | ----------------------- | ----------------------- | ----------------------- | --------------------------- | ----------------------- | --------------------------- |
| 1954年 （昭和29年） | x                       | x                       | x                       | x                           | 新序 3–0                | x                           |
| 1955年 （昭和30年） | 東序二段53枚目 5–3      | 東序二段10枚目 4–4      | 東三段目88枚目 4–4      | x                           | 東三段目84枚目 4–4      | x                           |
| 1956年 （昭和31年） | 西三段目80枚目 5–3      | 東三段目56枚目 5–3      | 西三段目44枚目 0–1–7    | x                           | 東三段目70枚目 7–1      | x                           |
| 1957年 （昭和32年） | 東三段目35枚目 7–1      | 西三段目4枚目 5–3       | 西幕下66枚目 4–4        | x                           | 東幕下65枚目 4–4        | 西幕下62枚目 5–3            |
| 1958年 （昭和33年） | 西幕下55枚目 6–2        | 東幕下42枚目 2–6        | 西幕下53枚目 4–4        | 西幕下50枚目 5–3            | 西幕下41枚目 6–2        | 東幕下26枚目 3–5            |
| 1959年 （昭和34年） | 西幕下29枚目 6–2        | 西幕下22枚目 3–5        | 東幕下29枚目 5–3        | 西幕下24枚目 3–5            | 東幕下31枚目 6–2        | 西幕下17枚目 2–6            |
| 1960年 （昭和35年） | 東幕下36枚目 5–3        | 西幕下28枚目 4–4        | 西幕下26枚目 2–6        | 西幕下36枚目 4–3            | 西幕下30枚目 4–3        | 東幕下24枚目 4–3            |
| 1961年 （昭和36年） | 西幕下22枚目 6–1        | 東幕下8枚目 4–3         | 西幕下6枚目 4–3         | 西幕下6枚目 4–3             | 西幕下4枚目 2–6         | 西幕下11枚目 4–3            |
| 1962年 （昭和37年） | 西幕下9枚目 2–5         | 西幕下16枚目 3–4        | 西幕下17枚目 2–5        | 西幕下27枚目 5–2            | 西幕下20枚目 5–2        | 東幕下14枚目 3–4            |
| 1963年 （昭和38年） | 東幕下18枚目 4–3        | 西幕下16枚目 4–3        | 西幕下14枚目 2–5        | 東幕下25枚目 4–3            | 東幕下19枚目 2–5        | 東幕下26枚目 6–1            |
| 1964年 （昭和39年） | 西幕下8枚目 3–4         | 西幕下10枚目 4–3        | 東幕下9枚目 4–3         | 東幕下6枚目 3–4             | 西幕下8枚目 4–3         | 西幕下5枚目 4–3             |
| 1965年 （昭和40年） | 東幕下筆頭 5–2          | 東十両18枚目 5–10       | 西幕下3枚目 3–4         | 西幕下5枚目 4–3             | 西幕下3枚目 3–4         | 西幕下5枚目 2–5             |
| 1966年 （昭和41年） | 東幕下15枚目 2–5        | 東幕下25枚目 引退 3–4–0 | x                       | x                           | x                       | x                           |
| 各欄の数字は、「勝ち-負け-休場」を示す。 優勝 引退 休場 十両 幕下 三賞：敢=敢闘賞、殊=殊勲賞、技=技能賞 その他：★=金星 番付階級：幕内 - 十両 - 幕下 - 三段目 - 序二段 - 序ノ口 幕内序列：横綱 - 大関 - 関脇 - 小結 - 前頭（「#数字」は各位内の序列） |                         |                         |                         |                             |                         |                             |

## 改名歴
- 羽賀 弘道（はが ひろみち）1954年9月場所 - 1957年3月場所
- 田代岩 弘道（たしろいわ ひろみち）1957年5月場所 - 1966年3月場所